# Kristofer Uppdal
Kristofer Uppdal (Beitstad, 19 febbraio 1878 – Trondheim, 26 dicembre 1961) è stato uno scrittore norvegese.
Esordì con libri di versi (Canto e Dolore giovanile e altre poesie, ambedue del 1902), ma deve la sua fama a un ciclo di dieci romanzi, noto col titolo complessivo La danza attraverso il regno delle ombre (1911-24). Opera per certi aspetti disorganica e di non facile lettura, di ispirazione in parte autobiografica, essa illustra con toni efficaci e ricchezza di particolari la triste epopea di quei contadini che, nel momento dello sviluppo industriale della Norvegia, dovettero lasciare i campi per le officine, smarrendo la propria identità storico-culturale in un mondo estraneo o addirittura ostile.